# Bergschenhoek
Bergschenhoek (anhörenⓘ) ist ein Ort und eine ehemalige Gemeinde in der niederländischen Provinz Südholland nördlich von Rotterdam. Zur Gemeinde gehörte auch die Siedlung De Rotte. Am 1. Januar 2007 wurde Bergschenhoek mit den angrenzenden Gemeinden Bleiswijk und Berkel en Rodenrijs zur neuen Gemeinde Lansingerland zusammengeschlossen. Alle drei ehemaligen Gemeinden waren Teil der Städteregion Rotterdam (Stadsregio Rotterdam).
Bergschenhoek ist ein Ortsteil im Grünen mit vielen Neubauten. Am 24. November 2004 wurde das neue Dorfzentrum eingeweiht. Entlang des Flusses Rotte befindet sich ein großes Natur- und Erholungsgebiet („het Hoge en Lage Bergse Bos“) mit einer Kletterwand, einem Mountainbikeparcours und einem Golfplatz.
Bergschenhoek liegt nicht weit vom Rotterdam Airport entfernt.
Partnergemeinde war von 1976 bis 2006 die österreichische Gemeinde Maria Enzersdorf. Aufgrund der Zusammenlegung der Gemeinde Bergschenhoek mit umliegenden Gemeinden wurde die Partnerschaft nach 30 Jahren beendet, da sie nur zwischen etwa gleich großen Gemeinden sinnvoll ist.

## Geschichte
Um das Jahr 1000 gab es dort, wo jetzt Bergschenhoek liegt, ein Wattengebiet. Am Ende des Mittelalters wurde das Gebiet trockengelegt. Gegen Ende des 15. Jahrhunderts wurde von einer Niederlassung von Menschen in einer Ecke in der Nähe eines Berges (den Hoek oder ten Hoek nabij den Berch) berichtet. Schnell sprach man von den Bergschen Hoek.
Im 18. Jahrhundert wurden verschiedene Polder rund um Bergschenhoek trockengelegt. Das Dorf war ein Teil des Ambachts (Gebietsname) Hillegersberg und Rotteban. Die drei Hauptwohngebiete waren Hillegersberg, Terbregge und Bergschenhoek. Ein alter Grenzpfahl, der zwischen Bleiswijk und Hillegersberg Rotteban stand, steht jetzt vor dem Rathaus von Bergschenhoek. 1811 trennte sich Bergschenhoek von Hillegersberg.
Ab ca. 1990 wuchs die Gemeinde enorm an. Im Jahr 2002 war die Gemeinde die mit 13,4 % prozentual am stärksten wachsende in den gesamten Niederlanden. Von 5000 Einwohnern ausgehend stieg die Einwohnerzahl kontinuierlich an und hätte im Jahr 2008 schätzungsweise bei 23.000 Einwohnern gelegen.

## Politik

### Sitzverteilung im Gemeinderat
In Bergschenhoek regierte zuletzt eine Koalition aus CDA, PvdA und ChristenUnie.
| Partei                 | Sitze | Sitze | Sitze | Sitze |
| Partei                 | 1990  | 1994  | 1998  | 2002  |
| ---------------------- | ----- | ----- | ----- | ----- |
| Leefbaar Bergschenhoek | —     | —     | —     | 4     |
| CDA                    | 6     | 5     | 4     | 4     |
| VVD                    | 3     | 3     | 4     | 3     |
| PvdA                   | 3     | 3     | 3     | 2     |
| ChristenUnie           | —     | —     | —     | 2     |
| GPV/RPF                | —     | 2     | 2     | —     |
| GPV/SGP/RPF            | 1     | —     | —     | —     |
| Gesamt                 | 13    | 13    | 13    | 15    |

## Ortsteile
Bergschenhoek und De Rotte.

## Persönlichkeiten
- Diane Valkenburg (* 1984), Eisschnellläuferin, Weltmeisterin